# Gremsdorf
Gremsdorf è un comune tedesco di 1 512 abitanti, situato nel land della Baviera.